# マイケル・ローディング
マイケル・ローディング（Michael Rawding、1963年11月19日 - ）は、アメリカ人実業家。マイクロソフトアジア太平洋統括担当副社長を経て、外国人初のマイクロソフト日本法人代表取締役社長や、マイクロソフト・アジア社長兼最高経営責任者を務めた。

## 来歴・人物
ミドルベリー大学を卒業して政治学とドイツ語の学士号を取得後、経営コンサルタント会社インターディベロップメントや、ユニシスを経て、1993年マイクロソフト入社。1998年中国地域リージョナルディレクター。2001年アジア太平洋統括担当副社長。
2003年から初の外国人社長としてマイクロソフト日本法人代表取締役社長を務め、日本独自の組織体制のグローバル標準の組織体制への変更を進めた。マイクロソフト・グレーター・チャイナ社長、マイクロソフト・アジア社長なども歴任した。